# Wang Jianwei

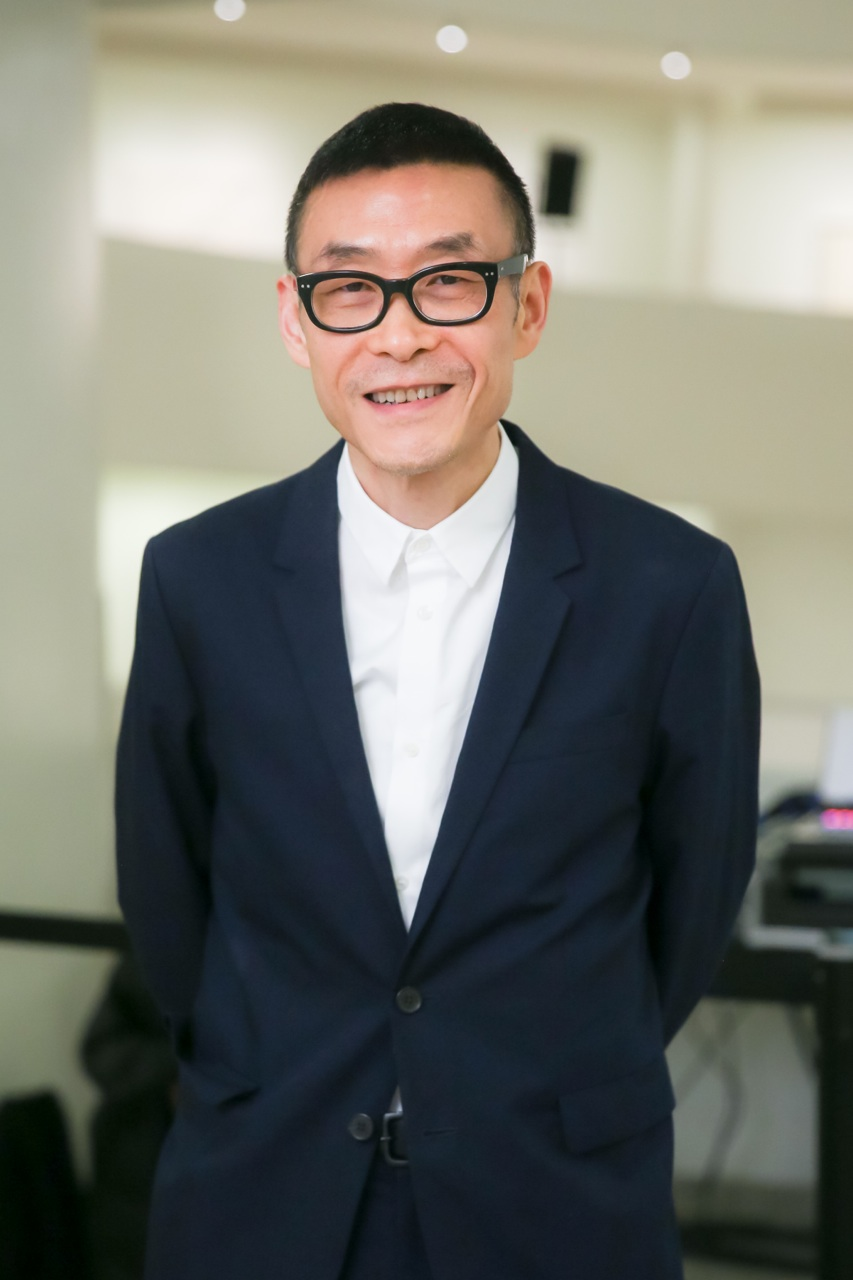
Wang Jianwei Time Temple Opening Reception

Wang Jianwei (* 28. Oktober 1958 in Suining, Sichuan) ist ein chinesischer Konzeptkünstler. Er arbeitet vorwiegend mit Video und Installationen.

## Leben und Werk
Wang Jianwei studierte von 1985 bis 1987 an der Chinesischen Hochschule der Künste in Hangzhou. Seit 1989 ist er Professor an der Central Academy of Fine Arts in Peking.
Wangs Arbeit ist experimentell. Er nutzt Neue Medien. Er erstellt große Video- und Installationsarbeiten, die häufig Skulpturen und Performances enthalten. Wang arbeitet außerdem mit Malerei. Die Philosophen Jacques Derrida, Michel Foucault und Ludwig Wittgenstein haben sein konzeptuelles Werk maßgeblich beeinflusst.

## Ausstellungen (Auswahl)
- 1995: Gwangju Biennale, South Korea
- 1997: documenta X, Kassel
- 2000/2001: Shanghai Biennale, Shanghai
- 2002: Biennale von São Paulo, São Paulo
- 2003: Biennale di Venezia, Venedig
- 2005 und 2012: Guanzhou Triennale, Guangzhou
- 2013: Sharjah Biennale, Vereinigte Arabische Emirate